# Vlag van Charente-Maritime

Vlag van Charente-Maritime

De vlag van Charente-Maritime is de niet-officiële vlag van het Franse departement Charente-Maritime. Net als de meeste andere departementen van Frankrijk heeft Charente-Maritime geen officiële vlag, maar wordt de hier rechts afgebeelde vlag op niet-officiële wijze gebruikt. De vlag is afgeleid van het wapen van dit departement.
De vlag is verticaal verdeeld in twee helften; 1e. Blauw, met een witte mijter tussen drie gele lelies, 2e. Rood, met een gekroonde patrijs en een gele euigpoothoenders die naar rechts kijkt.
Het ontwerp combineert de vlaggen van de twee voormalige provincies die samen het huidige departement vormen; Saintonge (zuidelijk deel), Frans sinds 1365, en Aunis (noordelijk deel), Frans sinds 1271, maar het werd Engels tijdens de Honderdjarige Oorlog.
Naast deze vlag is er een logovlag in gebruik.

Vlag van Saintonge
Vlag van Aunis
Logovlag